# هولشید
هولشید (به آلمانی: Hülscheid) یک منطقهٔ مسکونی در آلمان است که در شالکسموهله واقع شده‌است.